# Краб (подводная лодка)
«Краб» — российская подводная лодка, построенная в 1912 году по проекту Михаила Петровича Налётова; первый в мире подводный минный заградитель.

## История

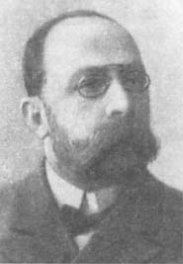
Конструктор «Краба» Михаил Налётов

В 1906 году Михаил Налётов представил Морскому техническому комитету проект подводной лодки водоизмещением около 300 тонн, которую можно было бы использовать как минный заградитель. После рассмотрения замечаний были разработаны второй — водоизмещением 450 тонн и третий — водоизмещением 470 тонн варианты лодки.
Четвёртый вариант заградителя в 1907 году был представлен на утверждение Морского министерства Николаевским заводом «Наваль». В 1908 году Морское министерство выдало заводу заказ на строительство подводного минного заградителя.
Летом 1909 года, после испытания моделей в Опытовом бассейне, завод представил окончательные чертежи подводной лодки — минного заградителя, которые вместе со спецификацией были утверждены 11 июля 1909 года. К концу 1909 года была начата сборка корпуса. Налётов был назначен консультантом при постройке корабля.
Параллельно с постройкой подводного минного заградителя изготавливались и испытывались сконструированные Налётовым мины, которые должны были обладать нулевой плавучестью.
Подводная лодка «Краб» строилась в Николаеве, на судоверфи «Наваль»; возглавлял строительные работы инженер И. С. Каннегисер. 12 августа 1912 года лодка была спущена на воду, в 1915 году вошла в состав Черноморского флота Российской империи.
Лодка могла принимать на борт до 60 якорных мин и 4 торпед. За время службы «Краб» успел осуществить два подводных минирования пролива Босфор (первое — 27 июня 1916 года) и одно — входа в порт Варна. Достоверно известно, что на поставленных им минах подорвалась турецкая канонерская лодка «Иса-Рейс». Существует версия, что на минах «Краба» подорвался немецкий крейсер «Бреслау», однако преобладает[где?] мнение, что те мины были выставлены с русских миноносцев, так как место подрыва лежит в заметном удалении от постановки «Краба».
В 1917 году «Краб» встал на ремонт с заменой двигателей. Электромоторы, электрические станции и батарейные вентиляторы были отправлены в Харьков на капитальный ремонт. Четыре керосиновых двигателя были демонтированы, а на их место были установлены два новых дизельных двигателя по 480 л. с. от подводных лодок типа «АГ», присланных в Николаев в разобранном виде. В дальнейшем это привело к тому, что последняя лодка серии, АГ-26, имела дизели с мощностью вчетверо меньше штатной.
В 1918 году «Краб» попал в руки германского, а затем морского командования Антанты. В апреле 1919 года первый в мире подводный заградитель затопили в Северной бухте Севастополя. Для затопления на его левом борту в районе рубки была сделана пробоина размером 0,5 м² и открыт носовой люк.

## Обнаружение, подъём и списание
В конце 1923 году была создана Экспедиция подводных работ особого назначения, которая в течение многих последующих лет была основной организацией, проводившей в стране подъём судов. За время своей деятельности ЭПРОН поднял большое количество затопленных во время войны военных кораблей и торговых судов. В 1934 году во время поисков затопленных лодок металлоискатель дал отклонение, указывавшее на наличие в этом месте большого количества металла. При обследовании была обнаружена подводная лодка «Краб». Лодка лежала на глубине 65 м, зарывшись кормой глубоко в грунт, в прочном корпусе на левом борту имелась пробоина; орудие и перископы были целы.
Работы по подъёму лодки начались летом 1935 года. В силу большой для того времени глубины затопления подъём решили производить этапами, то есть постепенно переводя её на всё меньшую глубину. Первые попытки поднять заградитель были сделаны в июне, но оторвать корму от грунта не удалось, поэтому было решено вначале размыть грунт в кормовой части лодки. Эта работа была очень трудной, так как вывод всей системы грунтоотсосных труб наверх весьма сложен, а зыбь могла всю эту систему превратить в лом. Кроме того, из-за большой глубины водолазы могли работать на грунте лишь по 30 минут. Тем не менее, к октябрю размывка грунта была закончена, затем, с 4 по 7 октября, были проведены три последовательных подъёма, заградитель ввели в порт и подняли на поверхность.
За год до подъёма «Краба» Михаил Петрович Налётов вышел на пенсию и к моменту поднятия жил в Ленинграде. В последние годы он работал старшим инженером в отделе главного механика Кировского завода. Узнав, что его детище спасено, он составил проект восстановления и модернизации заградителя, но эти планы не были осуществлены, так как к этому моменту советский Военно-Морской Флот ушёл далеко вперёд в своём развитии, в его составе уже имелись десятки новых, более совершенных подводных лодок всех типов, в том числе и подводных заградителей, и надобности в восстановлении устаревшей лодки не было. Несмотря на историческую ценность первого в истории подводного заградителя, после подъёма его распилили на металлолом.

## Прочие технические характеристики
- Скорость:
  - наибольшая (надводная/подводная) — 10.8/8.3-8.6 узла
  - экономическая (надводная/подводная) — 8.5/5.5-5.9 узла
- Дальность плавания:
  - надводная — 1,200/2,000 миль (10.8/8.5 узловым ходом)
  - подводная — 82/138 миль (8.2/5.9 узловым ходом)
- Запас топлива: 13.5 тонн (керосин)
- Время погружения — 7 мин 38 сек
- Время всплытия — 4 мин
- Запас плавучести — 14 %
- 2 перископа
- прожектор диаметром 30 см
- Экипаж:
  - офицеры — 3 человека
  - кондукто́ры — 2 человека
  - нижние чины — 24 человека

## Командиры
- 1914 — 10.08.1915 капитан 2 ранга Феншоу, Лев Константинович
- 10.08.1915 — 01.07.1917 старший лейтенант Паруцкий, Михаил Васильевич

## Галерея

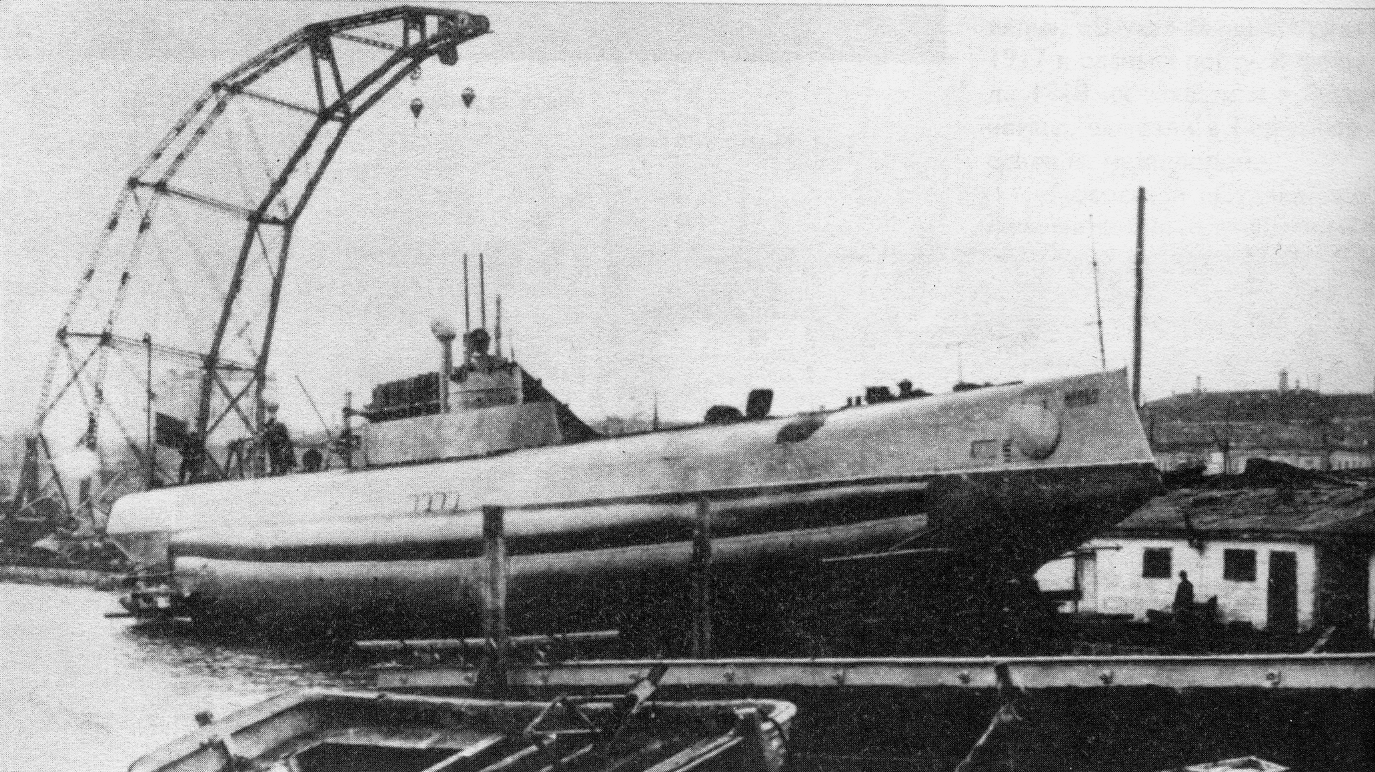
Подводная лодка «Краб». Около 1912 г.
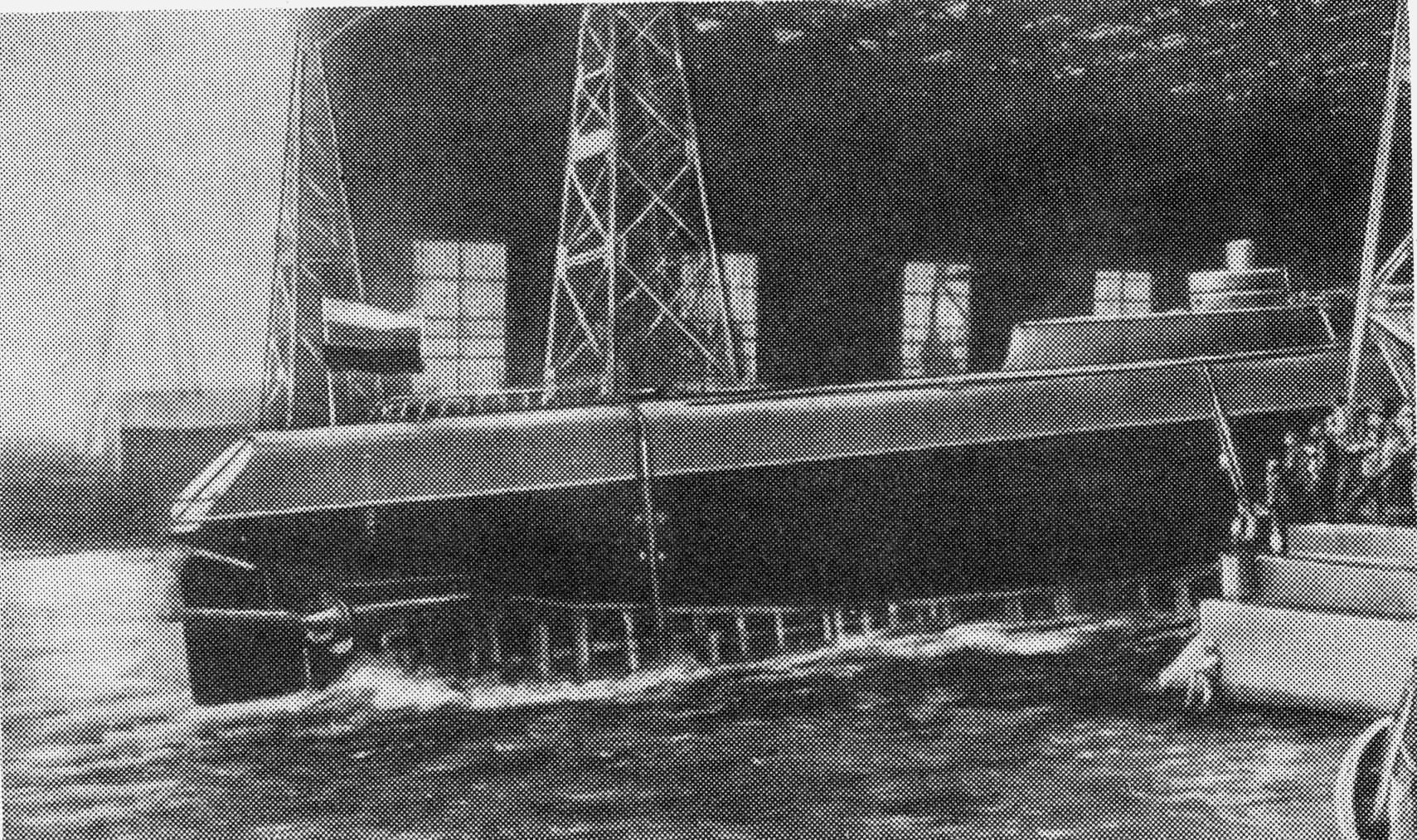
Спуск на воду подводного заградителя «Краб» 12 августа 1912 года.
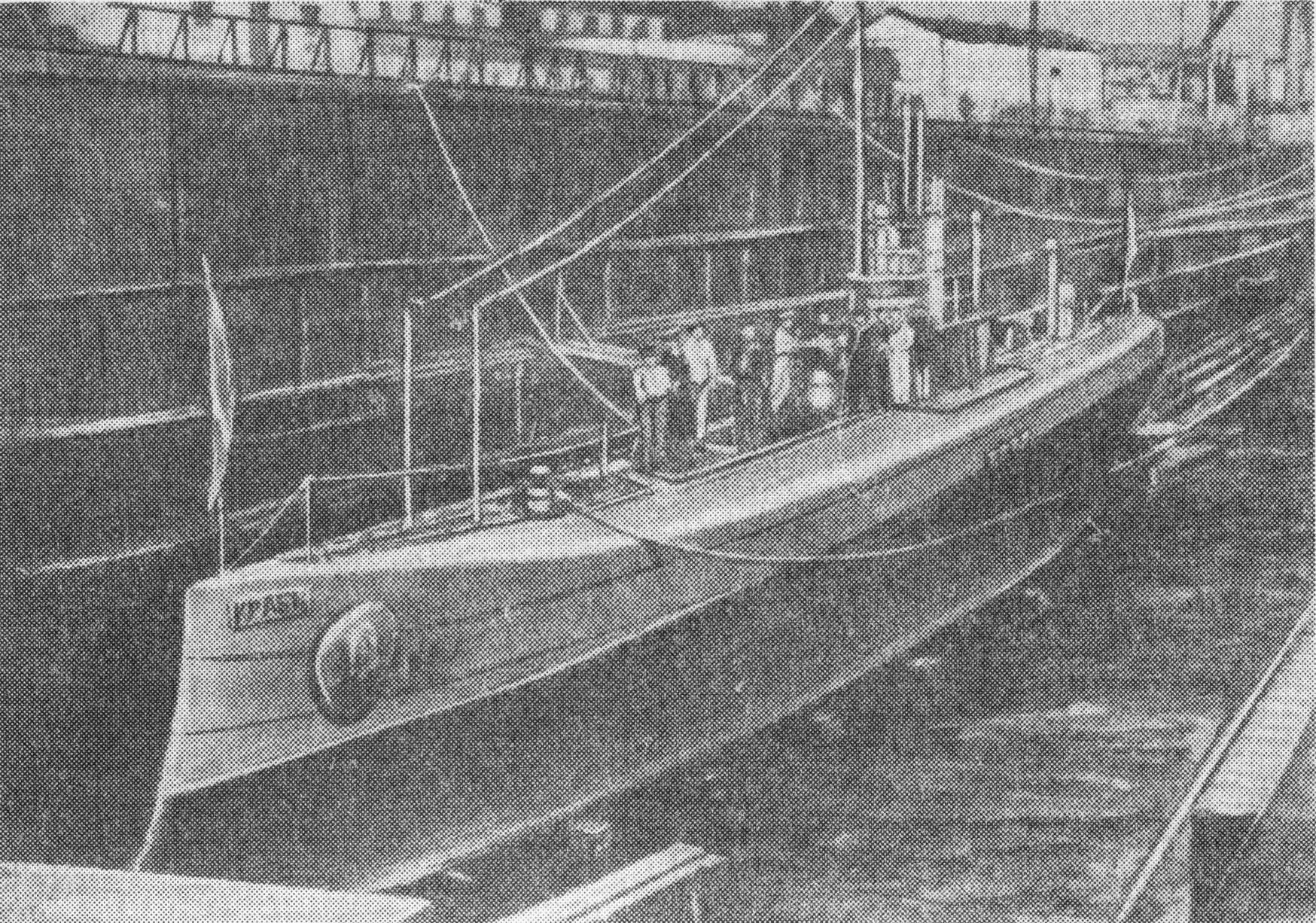
«Краб» в сухом доке в Севастополе. 1916 год
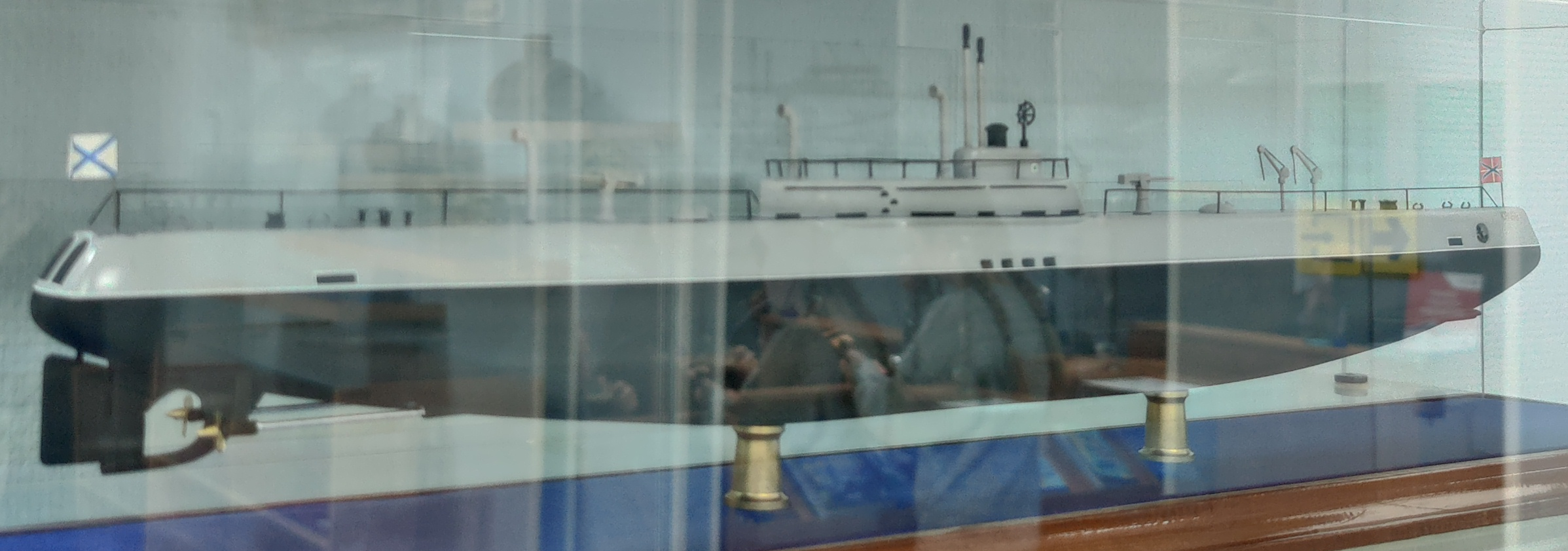
Макет в Музее истории подводных сил имени Маринеско